# K.C. Undercover
K.C. Undercover is een Amerikaanse sitcom gemaakt voor Disney Channel, bedacht door Corinne Marshall en geproduceerd door Rob Lotterstein. Zendaya speelt de hoofdrol als K.C. Cooper, een middelbare scholier die traint om net als haar ouders een undercover spion te worden. De serie ging op 18 januari 2015 in premiere. Op 2 februari 2018 werd de 75e en laatste aflevering uitgezonden.

## Plot
De serie volgt K.C. Cooper, een slimme middelbare scholier met een wiskundeknobbel. Nadat ze erachter komt dat haar ouders spionnen zijn, vragen die haar hun spionnenteam te versterken. Elke aflevering gaat over het gezin en hun dagelijkse familieproblemen, terwijl ze missies uitvoeren om het land te redden.

## Rolverdeling
- Zendaya, als K.C. Cooper
- Kadeem Hardison, als Craig Cooper, spion en vader van K.C.
- Tammy Townsend, als Kira Cooper, ook een spion en moeder van K.C.
- Kamil McFadden, als Ernie Cooper, een computerhobbyist en broer van K.C.
- Veronica Dunne, als Marisa, K.C.'s beste vriendin
- Tati Gabrielle, als Wackie Jackie
- Connor Weil, als Brady

## Afleveringen
| Seizoen | Afleveringen | Originele uitzenddatum | Originele uitzenddatum | Originele uitzenddatum | Originele uitzenddatum |
| Seizoen | Afleveringen | Eerste uitzenddatum    | Laatste uitzenddatum   | Eerste uitzenddatum    | Laatste uitzenddatum   |
| ------- | ------------ | ---------------------- | ---------------------- | ---------------------- | ---------------------- |
| 1       | 27           | 18 januari 2015        | 24 januari 2016        | 4 september 2015       | 3 juni 2016            |
| 2       | 24           | 6 maart 2016           | 13 januari 2017        | 10 juni 2016           | 2 februari 2018        |
| 3       | 24           | 7 juli 2017            | 2 februari 2018        | 4 juni 2018            | NNB                    |

### Seizoen 1
| Nr. | Titel                                                                                   | Regisseur                       | Schrijvers                              | Uitzenddatum (VS) | Uitzenddatum (NL/BE)       |
| --- | --------------------------------------------------------------------------------------- | ------------------------------- | --------------------------------------- | ----------------- | -------------------------- |
| 1.  | Pilot                                                                                   | Jon Rosenbaum                   | Corinne Marshall & Rob Lotterstein      | 18 januari 2015   | 4 september 2015           |
| 2.  | Een zusje om op te bouwen My Sister from Another Mother... Board                        | Jon Rosenbaum                   | Rob Lotterstein                         | 25 januari 2015   | 11 september 2015          |
| 3.  | Geef me een K! Geef me een C! Give Me a K! Give Me a C!                                 | Jon Rosenbaum                   | Rob Lotterstein                         | 8 februari 2015   | 18 september 2015          |
| 4.  | Spoorloos Off the Grid                                                                  | Jon Rosenbaum                   | Darin Henry                             | 15 februari 2015  | 25 september 2015          |
| 5.  | Een gevaarlijke foto Photo Bombed                                                       | Jon Rosenbaum                   | Rob Lotterstein                         | 1 maart 2015      | 2 oktober 2015             |
| 6.  | Hoe K.C. Haar branie weer vond How K.C. Got Her Swag Back                               | Jon Rosenbaum                   | Jenn Lloyd & Kevin Bonani               | 8 maart 2015      | 9 oktober 2015             |
| 7.  | Papa's kleine prinses Daddy's Little Princess                                           | Jon Rosenbaum                   | Teri Schaffer & Raynelle Swilling       | 29 maart 2015     | 16 oktober 2015            |
| 8.  | Opdracht: Haal Die Opdracht Assignment: Get That Assignment                             | Kadeem Hardison                 | Rob Lottersein                          | 6 april 2015      | 23 oktober 2015            |
| 9.  | Spio-noia is niet zo mooi-a Spy-Anoia Will Destroy Ya                                   | Rich Correll                    | Eileen Conn                             | 19 april 2015     | 30 oktober 2015            |
| 10. | Dubbelspion Deel 1, Deel 2, Deel 3 Double Crossed                                       | Joel Zwick & Jody Margolin Hahn | Cat Davis, Eddie Quintana & Eileen Conn | 29 mei 2015       | 13 februari 2016           |
| 11. | Dubbelspion Deel 1, Deel 2, Deel 3 Double Crossed                                       | Jon Rosenbaum                   | Rob Lotterstein                         | 30 mei 2015       | 13 februari 2016           |
| 12. | Dubbelspion Deel 1, Deel 2, Deel 3 Double Crossed                                       | Jon Rosenbaum                   | Darin Henry                             | 31 mei 2015       | 13 februari 2016           |
| 13. | Stakeout Takeout                                                                        | Jon Rosenbaum                   | Darin Henry                             | 7 juni 2015       | 13 november 2015           |
| 14. | De Buurtwacht The Neighborhood Watchdogs                                                | Jon Rosenbaum                   | Darin Henry                             | 14 juni 2015      | 20 november 2015           |
| 15. | First Vriendin First Friend                                                             | Jon Rosenbaum                   | Darin Henry                             | 26 juni 2015      | 27 november 2015           |
| 16. | De Andere kant Operation: Other Side                                                    | Jon Rosenbaum                   | Eileen Conn                             | 12 juli 2015      | 4 december 2015            |
| 17. | De Andere kant Operation: Other Side                                                    | Kimberly McCullough             | Rob Lotterstein                         | 19 juli 2015      | 11 december 2015           |
| 18. | KC en de Verdwenen Mevrouw K.C. and the Vanishing Lady                                  | Rich Correll                    | Cat Davis & Eddie Quintana              | 26 juli 2015      | 18 december 2015           |
| 19. | Debutantenbal Debutante Baller                                                          | Jon Rosenbaum                   | Raynelle Swilling & Teri Schaffer       | 9 augustus 2015   | 1 januari 2016             |
| 20. | Kerel K.C. K.C.'s the Man                                                               | Rosario J. Roveto, Jr.          | Teri Schaffer & Raynelle Swilling       | 16 augustus 2015  | 8 januari 2016             |
| 21. | Robot op de Vlucht, Deel 1, Deel 2, Runaway Robot                                       | Joel Zwick                      | Rob Lotterstein                         | 7 september 2015  | 8 maart 2016, 9 maart 2016 |
| 21. | Robot op de Vlucht, Deel 1, Deel 2, Runaway Robot                                       | Joel Zwick                      | Rob Lotterstein                         | 7 september 2015  | 8 maart 2016, 9 maart 2016 |
| 22. | Een Vermomde Wolf All Howls Eve                                                         | Jon Rosenbaum                   | Dava Savel                              | 4 oktober 2015    | 11 maart 2016              |
| 23. | De Door-een Deur kluis The Get Along Vault                                              | Phill Lewis                     | Jenn Lloyd & Kevin Bonani               | 18 oktober 2015   | 22 januari 2016            |
| 24. | Vijand van De Staat Enemy of the State                                                  | Joel Zwick                      | Eileen Conn                             | 8 november 2015   | 29 januari 2016            |
| 25. | Gulle Gave Kerst Twas the Fight Before Christmas                                        | Joel Zwick                      | Jenn Lloyd & Kevin Bonani               | 6 december 2015   | 25 december 2015           |
| 26. | K.C. en Bret: Het Laatste Hoofdstuk (Deel 1) K.C. and Brett: The Final Chapter - Part 1 | David Kendall                   | Rob Lotterstein                         | 17 januari 2016   | 3 juni 2016                |
| 27. | K.C. en Bret: Het Laatste Hoofdstuk (Deel 2) K.C. and Brett: The Final Chapter - Part 2 | Jon Rosenbaum                   | Rob Lotterstein                         | 24 januari 2016   | 3 juni 2016                |

### Seizoen 2
| Nr. | Titel                                                                 | Regisseur          | Schrijvers                        | Uitzenddatum (VS) | Uitzenddatum (NL/BE)                   |
| --- | --------------------------------------------------------------------- | ------------------ | --------------------------------- | ----------------- | -------------------------------------- |
| 28. | De Coopers weer actief! (Deel 1), (Deel 2) Cooper's Reactiviated      | Jon Rosenbaum      | Rob Lotterstein                   | 6 maart 2016      | 10 juni 2016 (deel 1 + 2)              |
| 29. | Wil je een geheimpje weten Do You Want to Know a Secret               | Jon Rosenbaum      | Rob Lotterstein                   | 13 maart 2016     | 17 juni 2016                           |
| 30. | Rebels met Reden Rebel With a Cuz                                     | Robbie Countryman  | Eileen Conn                       | 20 maart 2016     | 24 juni 2016                           |
| 31. | De Moeder van alle Missies The Mother of All Missions                 | Joel Zwick         | Darin Henry                       | 10 april 2016     | 1 juli 2016                            |
| 32. | Een ongeluk in een klein hoekje Accidents Will Happen                 | Alfonso Ribeiro    | Jenn Lloyd & Kevin Bonani         | 17 april 2016     | 8 juli 2016                            |
| 33. | Gehersenspoeld Brainwashed                                            | Joel Zwick         | Rob Lotterstein                   | 27 april 2016     | 15 juli 2016                           |
| 34. | De Waarheid is Hard The Truth Hurths                                  | Alfonso Ribeiro    | Vincent Brown                     | 8 mei 2016        | 17 oktober 2016                        |
| 35. | Diep in de Prut Down in the Dumps                                     | Gil Junger         | Cat Davis                         | 15 mei 2016       | 18 oktober 2016                        |
| 36. | Dansen alsof niemand staat te kijken Dance Like No One's Watching     | Gil Junger         | Eddie Quintana                    | 22 mei 2016       | 19 oktober 2016                        |
| 37. | De Liefdesvloek The Jinx Love                                         | Joel Zwick         | Jenn Lloyd & Kevin Bonani         | 19 juni 2016      | 20 oktober 2016                        |
| 38. | Test KC K.C. Levels Up                                                | Danny Teeson       | Eileen Conn                       | 10 juli 2016      | 21 oktober 2016                        |
| 39. | Pak 'M Dan Als Je Kan Catch Him If You Can                            | Eileen Conn        | Rob Lotterstein                   | 17 juli 2016      | 24 oktober 2016                        |
| 40. | Hij's Braaf Sup, Dawg?                                                | Kadeem Hardison    | Eileen Conn                       | 24 juli 2016      | 25 oktober 2016                        |
| 41. | Op het strakke koord (Deel 1) (Deel 2) Tightrope of Doom              | Robbie Countryman  | Rob Lotterstein                   | 7 augustus 2016   | 26 / 27 oktober 2016 (deel 1 / deel 2) |
| 42. | De Legende Van Bad, Bad, Cleo Brown The Legend of Bad, Bad Cleo Brown | Nzingha Stewart    | Raynelle Swilling & Teri Schaffer | 14 augustus 2016  | 14 augustus 2017, 16.45 uur            |
| 43. | De Spion Van Het Jaar Awards Spy of the Year Awards                   | Robbie Countryman  | Eddie Quintana                    | 11 september 2016 | 15 augustus 2017, 16.45 uur            |
| 44. | Te Diep Erin In Too Deep                                              | Rosario Roveto Jr. | Darin Henry                       | 18 september 2016 | 16 augustus 2017, 16.45 uur            |
| 45. | Te Diep Erin (deel 2) In Too Deep 2                                   | Stephen Engel      | Jenn Lloud & Kevin Bonani         | 25 september 2016 | 17 augustus 2017, 16.45 uur            |
| 46. | Virtual Insanity                                                      | Chris Poulos       | Darin Henry                       | 2 oktober 2016    | (nog) niet bekend                      |
| 47. | Moeder Undercover Undercover Mother                                   | Joely Fisher       | Cat Davis                         | 6 november 2016   | 18 augustus 2017, 16.45 uur            |
| 48. | Vertrouw Niemand Trust No One                                         | Robbie Countryman  | Kurt Maloney                      | 13 november 2016  | 21 augustus 2017, 16.45 uur            |
| 49. | Kerstdipje Holly Holly Not So Jolly                                   | Rosario Roveto Jr. | Rob Lotterstein                   | 4 december 2016   | 25 / 26 december 2016                  |
| 50. | Ramkoers Collision Course                                             | Joel Zwick         | Jenn Lloyd & Kevin Bonani         | 6 januari 2017    | 22 augustus 2017, 16.45 uur            |
| 51. | Familievete Family Feud                                               | Jon Rosenbaum      | Rob Lotterstein                   | 13 januari 2017   | 23 augustus 2017, 16.45 uur            |

### Seizoen 3
| Nr. | Titel                              | Regisseur                              | Schrijvers                 | Uitzenddatum (VS) | Uitzenddatum (NL/BE)                      |
| --- | ---------------------------------- | -------------------------------------- | -------------------------- | ----------------- | ----------------------------------------- |
| 52. | Coopers on the Run                 | Rosario Roveto Jr. & Robbie Countryman | Rob Lotterstein            | 7 juli 2017       | Deel 1 : 4 juni 2018 Deel 2 : 5 juni 2018 |
| 53. | Welcome to the Jungle              | Robbie Countryman                      | Rob Lotterstein            | 14 juli 2017      | 6 juni 2018                               |
| 54. | Out of the Water and into the Fire | Robbie Countryman                      | Rob Lotterstein            | 14 juli 2017      | 7 juni 2018                               |
| 55. | Web of Lies                        | Robbie Countryman                      | Darin Henry                | 28 juli 2017      | 8 juni 2018                               |
| 56. | Teen Drama                         | Robbie Countryman                      | David Tolentino            | 4 augustus 2017   | 9 juni 2018                               |
| 57. | K.C. Under Construction            | Eileen Conn                            | Jenn Lloyd & Kevin Bonani  | 11 augustus 2017  |                                           |
| 58. | The Storm Waker                    | Robbie Countryman                      | Jenn Lloyd & Kevin Bonani  | 18 augustus 2017  |                                           |
| 59. | Keep on Truckin'                   | Jon Rosenbaum                          | Darin Henry                | 25 augustus 2017  |                                           |
| 60. | Unmasking the Enemy                | Jon Rosenbaum                          | Rob Lotterstein            | 3 november 2017   |                                           |
| 61. | The Truth Will Set You Free        | Jon Rosenbaum                          | Eileen Conn                | 10 november 2017  |                                           |
| 62. | Stormy Weather                     | Jon Rosenbaum                          | Darin Henry                | 17 november 2017  |                                           |
| 63. | Deleted!                           | Kadeem Hardison                        | Jenn Lloyd & Kevin Bonani  | 24 november 2017  |                                           |
| 64. | Second Chances                     | Jon Rosenbaum                          | Zendaya & Rob Lotterstein  | 15 januari 2018   |                                           |
| 65. | Revenge of the Van People          | Jon Rosenbaum                          | Shawnté McCall             | 16 januari 2018   |                                           |
| 66. | The Gammy Files                    | Eileen Conn                            | Rob Lotterstein            | 17 januari 2018   |                                           |
| 67. | Take Me Out                        | Joel Zwick                             | Kurt Maloney               | 18 januari 2018   |                                           |
| 68. | Twin It to Win It                  | Joel Zwick                             | LaTonya Croff              | 22 januari 2018   |                                           |
| 69. | Cassandra Undercover               | Joel Zwick                             | David Tolentino            | 23 januari 2018   |                                           |
| 70. | K.C. Times Three                   | Patrick Maloney                        | Dava Savel                 | 24 januari 2018   |                                           |
| 71. | The Domino Effect                  | Eileen Conn                            | Darin Henry                | 29 januari 2018   |                                           |
| 72. | Domino 2: Barbecued                | Joely Fisher                           | Rob Lotterstein            | 30 januari 2018   |                                           |
| 73. | Domino 3: Buggin' Out              | Jon Rosenbaum                          | Jenn Lloyd en Kevin Bonani | 31 januari 2018   |                                           |
| 74. | Domino 4: The Mask                 | Jon Rosenbaum                          | Rob Lotterstein            | 1 februari 2018   |                                           |
| 75. | K.C. Undercover: The Last Chapter  | Jon Rosenbaum                          | Rob Lotterstein            | 2 februari 2018   |                                           |